# Joel Engel
Joel Engel, Julij Dmitrijewicz Engel, ros. Юлий Дмитриевич Энгель (ur. 4 kwietnia?/16 kwietnia 1868 w Berdiańsku, zm. 2 lutego 1927 w Tel Awiwie) – rosyjski kompozytor i folklorysta pochodzenia żydowskiego.

## Życiorys
Początkowo studiował prawo w Kijowie i Charkowie, następnie w latach 1893–1897 kształcił się pod kierunkiem Siergieja Taniejewa i Michaiła Ippolitowa-Iwanowa w Konserwatorium Moskiewskim. Od 1897 do 1919 roku pracował jako sprawozdawca muzyczny w gazecie „Russkije wiedomosti”. Od 1900 roku prowadził badania nad żydowską muzyką ludową. W 1908 roku założył w Petersburgu Towarzystwo Żydowskich Pieśni Ludowych, zajmujące się zbieraniem, opracowywaniem i wydawaniem żydowskiego folkloru muzycznego. Towarzystwo posiadało swoje oddziały w Moskwie, Charkowie i Kijowie. W latach 1922–1924 mieszkał w Berlinie, następnie wyjechał do Palestyny. 
Opublikował prace Oczerki po istorii muzyki (Moskwa 1911) i W opierie (Moskwa 1911), opracował też rosyjską edycję leksykonu muzycznego Hugo Riemanna (Muzykalnyj słowar´, Moskwa 1901–1904). Wydał zbiory żydowskich pieśni ludowych (Moskwa 1900 i 1909, Berlin 1923). Skomponował m.in. operę Esther (1894), Trio fortepianowe, muzykę do dramatu Dybuk oraz szereg utworów na harfę, organy, skrzypce, wiolonczelę i fortepian.